# Ту-243
Ту-243 (ВР-3Д, «Рейс-Д») — советский и российский разведывательный БПЛА. Первый полёт совершил в 1987 году.
Комплексы «Рейс» с БРЛА Ту-143 эксплуатируются до настоящего времени, поставлялись в Чехословакию (1984), Румынию, Ирак и Сирию (1982), использовались в боевых действиях во время Ливанского конфликта. В Чехословакии в 1984 году были сформированы две эскадрильи, одна из которых в настоящее время находится в Чехии, другая — в Словакии.
Серийно выпускается с 1994 года. Принят на вооружение в 1999 году. Производится на заводе «КумАПП» г. Кумертау. Представляет собой модернизированную версию Ту-143. По сравнению с Ту-143 полностью обновлён состав разведывательного оборудования.

Разведывательное оборудование, комплектующееся в двух вариантах, позволяет вести наблюдение днём и ночью.
В первом варианте устанавливается панорамный аэрофотоаппарат типа ПА-402 и система телевизионной разведки «Аист-М» с передачей информации в реальном масштабе времени по радиолинии «Трасса-М».
Во втором варианте: ПА-402 и система инфракрасной разведки «Зима-М» с передачей информации по «Трассе-М». Помимо передачи на землю, информация записывается на борту БПЛА. Для облегчения поиска БПЛА устанавливается радиомаяк типа «Маркер». Конструкция планера БПЛА особых изменений не претерпела, сохранив силовую установку БПЛА Ту-143.
В 2008 году был организован конкурс на модернизацию Ту-143 и Ту-243. Победителем конкурса было признано КБ Туполев.

## Операторы
Россия
Сухопутные войска Российской Федерации — «Рейс» и «Рейс-Д» состоят на вооружении на 2022 год.

## ЛТХ
| Характеристика               | Значение       |
| ---------------------------- | -------------- |
| Размах крыла, м              | 2,25           |
| Длина, м                     | 8,29           |
| Высота, м                    | 1,576          |
| Площадь крыла, м²            | 2,90           |
| Масса, кг                    | 1400           |
| Тип двигателя                | 1 ТРД ТРЗ-117А |
| Тяга, кгс                    | 1 × 640        |
| Ускоритель                   | РДДТ-243ДТ     |
| Крейсерская скорость, км/ч   | 850—940        |
| Дальность полёта, км         | 360            |
| Практический потолок, м      | 5000           |
| Минимальная высота полёта, м | 50             |